# Kamal Chanmagomedov
Kamal Chanmagomedov (rusky: Камал Ханмагомедов) nebo (anglicky: Kamal Khan-Magomedov) (* 17. červen 1986 Derbent, Sovětský svaz) je ruský zápasník, judista tabasaransko-azerského původu.

## Sportovní kariéra
Připravuje se v rodném Derbentu pod vedením Sadyka Abdulova.
V roce 2012 se kvalifikoval na olympijské hry v Londýně, ale v nominaci musel ustoupit Musa Moguškovovi

### Vítězství
- 2010 – 3x světový pohár (Káhira, Almaty, Apia)
- 2012 – 1x světový pohár (Apia)

## Výsledky
| Mistrovství světa  |    | — | — | — |     | —  | 3. |    |  |  |  |  |  |  |  |  |  |  |  |  |  |
| Evropské hry       |    |   |   |   |     |    |    | 1. |  |  |  |  |  |  |  |  |  |  |  |  |  |
| Mistrovství Evropy | —  | — | — | — | úč. | 2. | —  |    |  |  |  |  |  |  |  |  |  |  |  |  |  |
| ME do 23 let       | 2. |   |   |   |     |    |    |    |  |  |  |  |  |  |  |  |  |  |  |  |  |